# Paul Grüninger
Paul Grüninger (Sankt Gallen, 27 oktober 1891 - aldaar, 22 februari 1972) was een Zwitserse onderwijzer, voetballer, politiecommandant die werd veroordeeld voor het feit dat hij joden toegang verleende tot het Zwitserse grondgebied terwijl dat verboden was.

## Biografie
Paul Grüninger was een zoon van Oskar Grüninger en Alice Federer. Na zijn schooltijd aan de normaalschool van Rorschach van 1907 tot 1911 werd hij onderwijzer in Räfis nabij Buchs en in Au.
In 1919 werd Grüninger luitenant bij de kantonnale politie van Sankt Gallen. In 1925 werd hij kapitein en later commandant. In de jaren 1930 redde hij enkele honderden tot naar schatting 3.000 joden van de nazivervolging door hen via Oostenrijk doorgang te verlenen op het Zwitsers grondgebied, zelfs nadat de Bondsraad de grenzen had gesloten op 19 augustus 1938. Hiervoor gebruikte hij soms illegale middelen, waaronder het antedateren van visa en documenten van vluchtelingen.
In 1939 werd Grüninger geschorst door de kantonnale regering van Sankt Gallen en vervolgens op staande voet ontslagen. Vervolgens werd hij in 1940 door de districtsrechtbank van Sankt Gallen veroordeeld wegens verwaarlozing van zijn ambtelijke taken en valsheid in geschriften. Daarna verdiende hij moeizaam zijn brood als handelsvertegenwoordiger en plaatsvervangend leraar.
In 1971 werd Grüninger door Yad Vashem geëerd als Rechtvaardige onder de Volkeren. Na lange inspanningen en verschillende mislukte pogingen vanwege de houding van de kantonnale regering, werd hij uiteindelijk in 1995 postuum gerehabiliteerd door de rechtbank van Saint-Gallen.

## Trivia

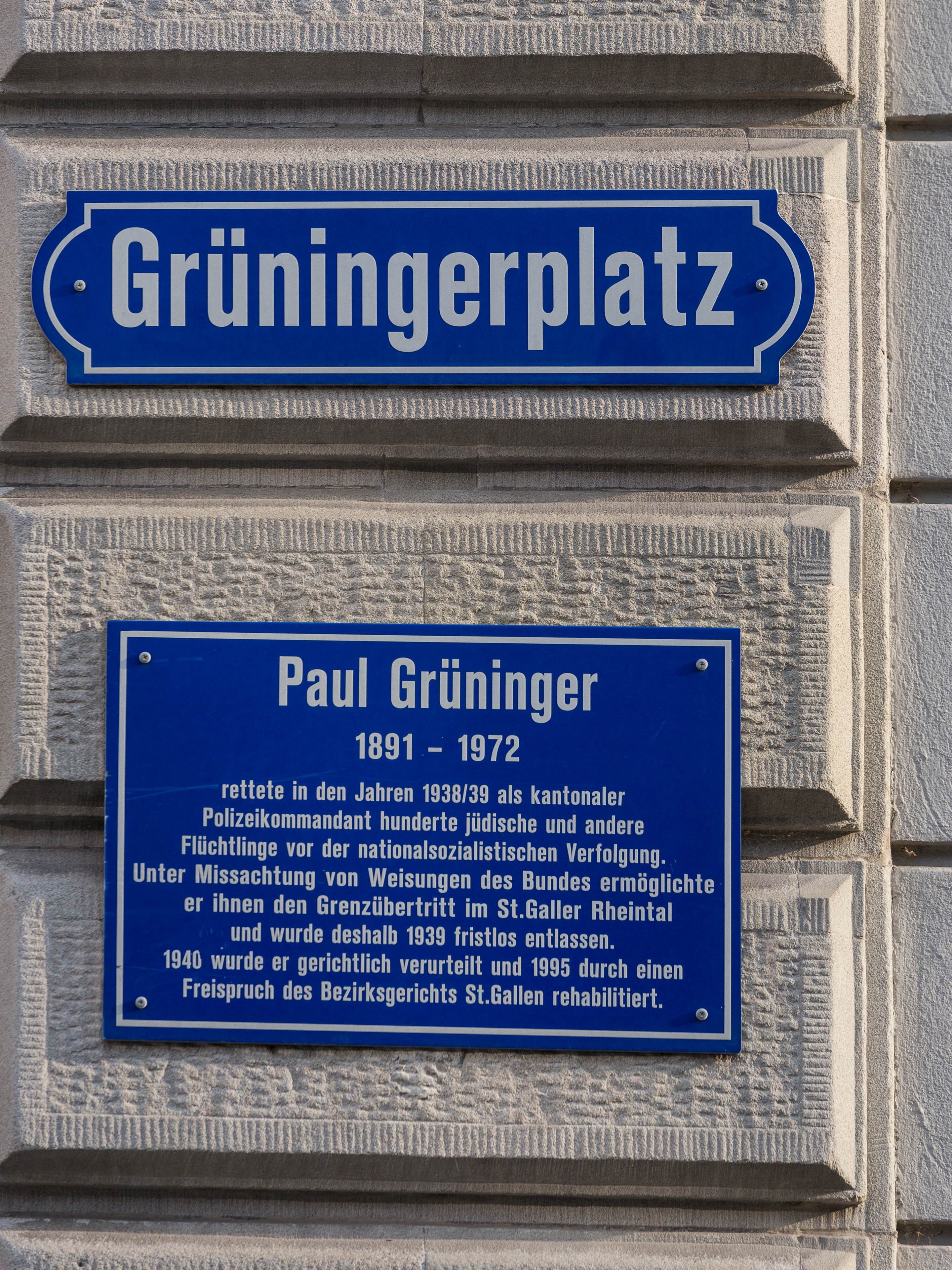
De Grüningerplatz in Sankt Gallen.

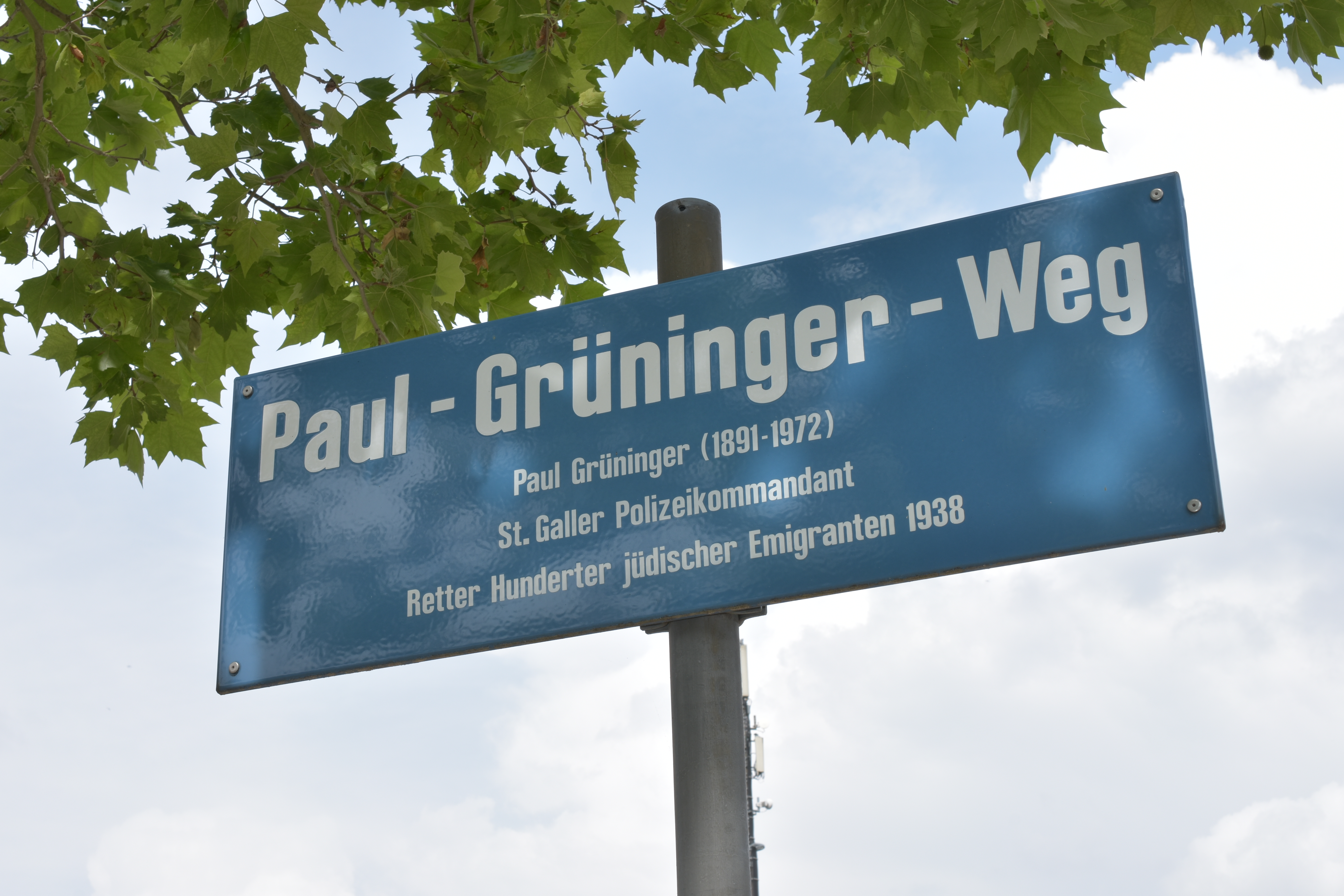
De Paul Grüninger-Weg in Oerlikon.

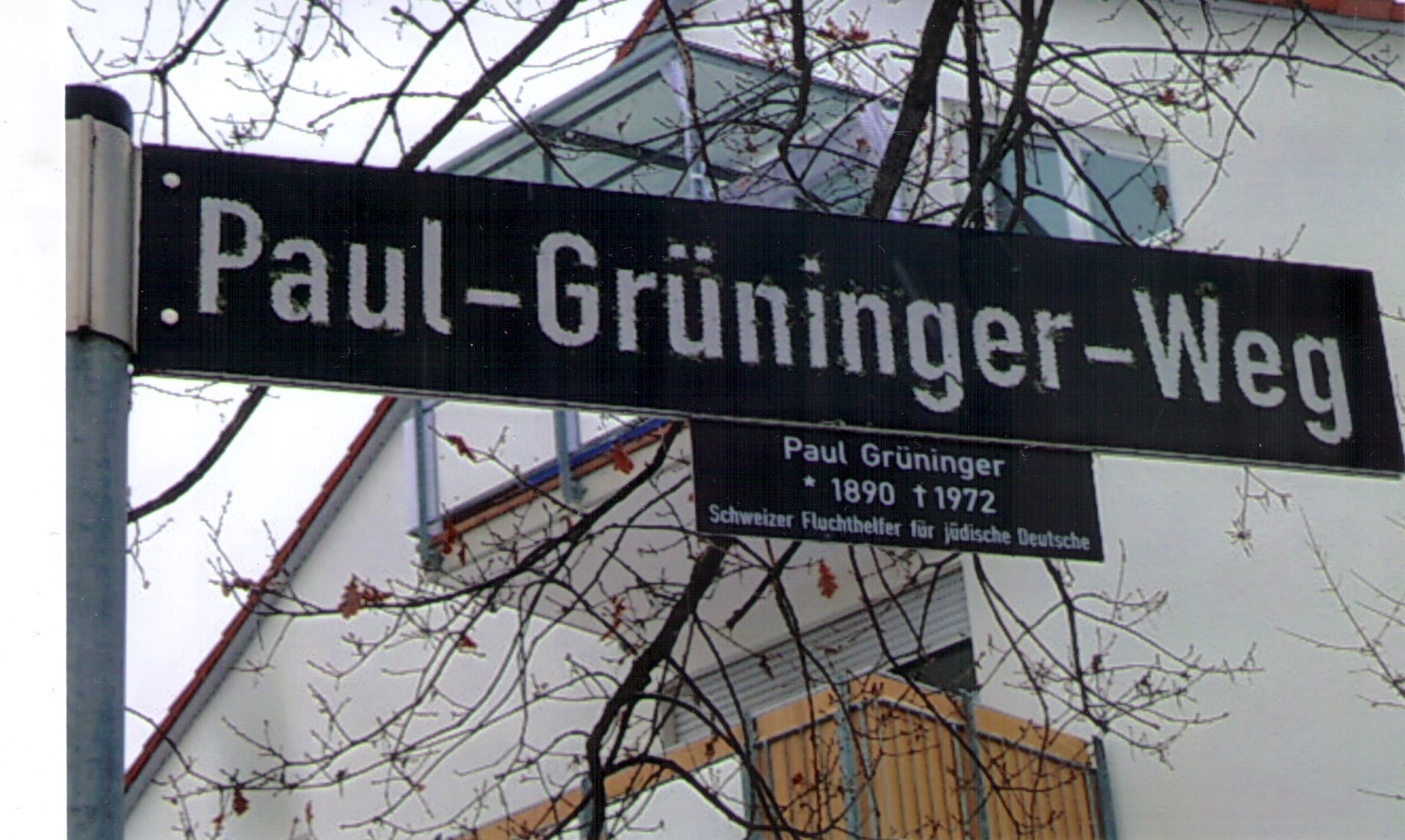
De Paul Grüninger-Weg in Heumaden nabij Stuttgart.

- Het voetbalstadion van Sankt Gallen werd naar hem vernoemd: het Paul-Grüninger-Stadion.
- In Wenen werd een school naar hem vernoemd, de Paul-Grüninger-Schule.
- De Grüningerplatz in Sankt Gallen werd naar hem vernoemd.
- In Oerlikon werd een straat naar hem vernoemd, de Paul Grüninger-Weg.
- In Heumaden, een wijk nabij Stuttgart, werd een straat naar hem vernoemd, de Paul-Grüninger-Weg.

- Bibliothèque nationale de France: cb12477453z (data)
- Gemeinsame Normdatei: 119235153
- Historisch woordenboek van Zwitserland: 031806
- International Standard Name Identifier: 0000 0001 1511 1297
- Library of Congress Control Number: nr96008568
- Nationale Bibliotheek van Israël: 987007300699205171
- SNAC: w6r79b9n
- Système universitaire de documentation: 033971692
- Virtual International Authority File: 19575592
- WorldCat: E39PBJdGMq3Jv8k4cBkqrTrrMP